# Loxogramme manipurensis
Loxogramme manipurensis là một loài dương xỉ trong họ Polypodiaceae. Loài này được Silpi Das & R.D.Dixit mô tả khoa học đầu tiên năm 2001.
Danh pháp khoa học của loài này chưa được làm sáng tỏ. 